# Coscinia funera
Coscinia funera är en fjärilsart som beskrevs av Eduard Friedrich Eversmann 1847. Coscinia funera ingår i släktet Coscinia och familjen björnspinnare. Inga underarter finns listade i Catalogue of Life.